# Alexander Rosen (Fußballspieler)
Alexander Rosen (* 10. April 1979 in Augsburg) ist ein ehemaliger deutscher Fußballspieler. Nach seiner aktiven Laufbahn war er von 2010 bis 2024 in verschiedenen Positionen der TSG Akademie und der TSG 1899 Hoffenheim tätig, zuletzt als Geschäftsführer Sport.

## Karriere als Spieler
Im Sommer 1998 kam Rosen zu Eintracht Frankfurt in die Bundesliga und nahm ein Jahr später für Deutschland an der U-20-Fußball-Weltmeisterschaft in Nigeria teil. Sein Profidebüt gab er am 20. Februar 1999 bei der 1:4-Niederlage der Eintracht beim TSV 1860 München, als er in der 86. Minute eingewechselt wurde. Bei der Eintracht konnte er sich nicht durchsetzen und wurde während der Vertragslaufzeit an den FC Augsburg und an den VfL Osnabrück ausgeliehen. Nach seiner Rückkehr kam er in der Zweitliga-Spielzeit 2001/02 noch zu drei Ligaeinsätzen für die Frankfurter.
Zur Saison 2002/03 verließ Rosen Eintracht Frankfurt und wechselte zum 1. FC Saarbrücken. Über die Sportvereinigung 07 Elversberg kam er im Dezember 2005 zum norwegischen Klub Follo Fotball in die Adeccoligaen. Dort war er nicht nur Spieler, sondern arbeitete auch als sportlicher Assistent der Geschäftsführung des Vereins. Nach Ende seines zweijährigen Aufenthalts wechselte er im Januar 2008 zu den Stuttgarter Kickers in die Regionalliga Süd und erreichte mit ihnen in einem dramatischen Endspurt die Qualifikation zur 3. Liga. Nachdem der Klub den Klassenerhalt verpasst hatte, wechselte er 2009 zur zweiten Mannschaft der TSG 1899 Hoffenheim in die Oberliga Baden-Württemberg, mit der er in die Regionalliga aufstieg. Seinen letzten Einsatz als aktiver Spieler absolvierte er am 12. Dezember 2010 bei einer 1:2-Heimniederlage gegen den SC Pfullendorf.

## Karriere nach dem aktiven Leistungssport
Rosen arbeitete während seiner Zeit in Norwegen bereits im Vereinsmanagement und beendete im Januar 2009 begleitend zum Fußball eine Fortbildung zum IHK-Sportfachwirt. Im Anschluss absolvierte er an der Fachhochschule Schmalkalden ein Zertifikatsstudium mit Fachrichtung Sportökonomie, gleichzeitig erwarb er auch die Trainer-A-Lizenz. Im November 2010 übernahm Rosen die sportliche Leitung des Nachwuchsleistungszentrums bei der TSG 1899 Hoffenheim. Am 2. April 2013 folgte die Beförderung zum „Leiter Profifußball“. Seit 1. Oktober lautet die offizielle Bezeichnung für seine Position bei der TSG 1899 Hoffenheim „Direktor Profifußball“. Vor der Saison 2023/24 wurde Rosen zum Geschäftsführer Sport befördert. Am 29. Juli 2024 trennte sich der Verein mit sofortiger Wirkung von Sportchef Alexander Rosen. Die Fans der TSG Hoffenheim hatten bereits vorher vor einer Trennung von Rosen gewarnt und mit Protesten gegen Mäzen Dietmar Hopp sowie Spielerberater und Unternehmer Roger Wittmann auf die Entlassung reagiert.

## Familie
Rosen ist in Mering aufgewachsen, ist verheiratet und hat zwei Söhne. Rosens Großvater Gerhard Niklasch war Mannschaftskapitän und Rekordspieler beim BC Augsburg in der Fußball-Oberliga Süd, der damals höchsten deutschen Spielklasse, und spielte unter anderem an der Seite von Helmut Haller.